# Oshawa Airport
Oshawa Airport är en flygplats i Kanada.   Den ligger i provinsen Ontario, i den sydöstra delen av landet, 300 km sydväst om huvudstaden Ottawa. Oshawa Airport ligger 137 meter över havet.
Terrängen runt Oshawa Airport är platt, och sluttar söderut. Runt Oshawa Airport är det mycket tätbefolkat, med 1 135 invånare per kvadratkilometer.. Närmaste större samhälle är Oshawa, 4,4 km sydost om Oshawa Airport. 
Runt Oshawa Airport är det i huvudsak tätbebyggt.